# Felicia 1
Felicia 1 es un barrio ubicado en el municipio de Santa Isabel en el estado libre asociado de Puerto Rico. En el Censo de 2010 tenía una población de 530 habitantes y una densidad poblacional de 42,69 personas por km².

## Geografía
Felicia 1 se encuentra ubicado en las coordenadas 17°57′18″N 66°23′24″O / 17.95500, -66.39000. Según la Oficina del Censo de los Estados Unidos, Felicia 1 tiene una superficie total de 12.42 km², de la cual 9.31 km² corresponden a tierra firme y (25.01%) 3.11 km² es agua.

## Demografía
Según el censo de 2010, había 530 personas residiendo en Felicia 1. La densidad de población era de 42,69 hab./km². De los 530 habitantes, Felicia 1 estaba compuesto por el 67.74% blancos, el 16.42% eran afroamericanos, el 0.75% eran asiáticos, el 9.43% eran de otras razas y el 5.66% pertenecían a dos o más razas. Del total de la población el 99.06% eran hispanos o latinos de cualquier raza.